# Ущелина Дуруітоаря
Уще́лина Дуруітоа́ря — пам'ятка природи Молдови.
Ущелина Дуруітоаря розташована на річці з такою ж назвою, поблизу нього розташовується також і однойменне селище (щодо ущелини воно розташоване на заході). Неподалік можна знайти й інший популярний туристичний об'єкт — село Костештешть з його чудовим озером. Цей природний комплекс є частиною молдавських товтр, що простягаються країною на дві сотні кілометрів. Ущелина Дуруітоаря досить добре виділяється на тлі інших компонентів рифового ланцюга — ця ущелина відрізняється фігурними кручами, великою кількістю гротів.
Схили ущелини Дуруітоаря досить круті і в них виявлено чимале гротів. Найбільший із них — грот Дуруітоаря Века, який був для жителів кам'яної доби постійним притулком. Ширина цього грота становить 9 м, а довжина — 49 м, але варто врахувати, що він розділений на три зали. Після проведення в даному гроті археологічних розкопок були виявлені різні скам'янілості, пов'язані з льодовиковим періодом.
Природа, рельєф цих місць і багатство історичних та археологічних пам'яток вражають уяву. Враховуючи, що всього за 12-15 км на території району Глодень розташований заповідник Педуря Домняске, то дана територія є дуже привабливим місцем для організації інвестицій у туристичні об'єкти.